# Voucher
 Der er for få eller ingen kildehenvisninger i denne artikel, hvilket er et problem. Du kan hjælpe ved at angive troværdige kilder til de påstande, som fremføres i artiklen.

En voucher, også kaldet en værdikupon eller et gavekort, er et værdipapir, som har en påtrykt værdi, men kun kan benyttes ved særlige lejligheder eller til at benytte særlige tilbud. Vouchers er ofte benyttet indenfor turismen som bevis for en navngiven kundes ret til en særlig service, f.eks. udstedt af et rejsebureau. Vouchers er ligeledes en hyppigt anvendt betalingsform ved køb af mobiltelefoner eller simkort. I Italien og Spanien udgør denne type salg af mobiltelefoner således ca. 90% af den samlede omsætning. Vouchers benyttes også som betalingsmiddel på internettet